# 耶奈伊·拉斯洛
耶奈伊·拉斯洛（匈牙利語：Jeney László，1923年5月30日—2006年4月24日），匈牙利男子水球运动员。他曾代表匈牙利参加1948年、1952年、1956年和1960年夏季奥林匹克运动会水球比赛，共获得二枚金牌、一枚银牌和一枚铜牌。